# Mister Olympia 1974
El Mister Olympia 1974 fue la décima entrega de la competición internacional de culturismo, organizada por la Federación Internacional de Fisicoculturismo. El concurso se realizó en la ciudad de Nueva York, Estados Unidos.
El ganador del certamen fue el culturista austriaco Arnold Schwarzenegger, coronándose por quinta vez.

## Antecedentes
El Mister Olympia 1974 volvió a efectuarse en Brooklyn, Estados Unidos, en el Felt Forum del Madison Square Garden. Esta sería la última vez que el certamen se efectuaba en dicha ciudad.

## Competición
Este fue el primer Mister Olympia en presentar dos clases de peso, el sistema de puntuación de dos clases continuaría hasta el concurso de 1979.

## Ganador
En esta edición, el austriaco Arnold Schwarzenegger se proclamaría por quinta vez consecutiva. Uno de sus más grandes oponentes fue el estadounidense Lou Ferrigno, debido al gran físico y la estatura. En ese entonces, el público comenzó a especular sobre una posible retirada del austriaco, pero esto, al menos hasta la edición de 1975 no sucedió.

### Clasificación final
| Posiciones | Culturista            |
| ---------- | --------------------- |
| 1          | Arnold Schwarzenegger |
| 2          | Lou Ferrigno          |
| 3          | Serge Nubret          |